# Komplikovanost vztahů
Komplikovanost vztahů je devátý díl čtvrté řady amerického televizního seriálu Teorie velkého třesku. V této epizodě hostuje Keith Carradine. Režisérem epizody je Mark Cendrowski.

## Děj
Penny přijede navštívit její otec Wyatt (Keith Carradine). Wyatt bral Leonarda jako nejlepšího kluka, kterého kdy Penny měla a tak Penny Leonarda prosí, aby před ním spolu s ní předstíral, že jsou pořád spolu. Leonard si vzniklou situaci užívá, z čehož Penny nemá velkou radost. Nakonec se Wyattovi přiznává, že to na něj s Leonardem jen hráli. Ačkoliv má na Penny vztek, odpustí jí a Leonarda prosí, aby to s ní nevzdával.
Mezitím Howard a Bernadette doprovází Raje do teleskopické místnosti. Všichni tam popíjejí víno, načež se Raj opije a propadá depresi. Smutně říká, že si myslí, že nikdy nepolíbí ženu. Bernadette jej utěšuje, že to není pravda. Raj se jí pokusí políbit, místo toho však políbí Howarda.

## Obsazení
| Johnny Galecki  | Leonard Hofstadter      |
| Jim Parsons     | Sheldon Cooper          |
| Kaley Cuoco     | Penny                   |
| Simon Helberg   | Howard Wolowitz         |
| Kunal Nayyar    | Raj Koothrappali        |
| Melissa Rauch   | Bernadette Rostenkowski |
| Keith Carradine | Wyatt                   |